# مشكنان (أصفهان)
مشكنان هي قرية في مقاطعة أصفهان، إيران. يقدر عدد سكانها بـ 506 نسمة بحسب إحصاء 2016.